# Алберт Гвидмундсон (фудбалер, 1997)
Алберт Гвидмундсон (исл. Albert Guðmundsson‎‎; Рејкјавик, 15. јун 1997) професионални је исландски фудбалер који примарно игра у средини терена на позицији десног крила, а повремено и на позицији класичног нападача. Тренутно наступа за Ђенову и за репрезентацију Исланда.

## Клупска каријера
Алберт је рођен у Рејкјавику 1997, у једној од најпознатијих исландских фудбалских породица. Његов прадеда Алберт Сигурдур Гвидмундсон (1923−1994) био је први исландски професионални фудбалер који је током каријере играо за Милан и Арсенал. Фудбал су играли и његов отац Гудмундур Бенедиктсон, деда са мајчине стране Инги Бјердн Албертсон и његова мајка Кристбјерг Ингадотир. Занимљиво је да су својевремено сви играли за репрезентацију Исланда и постигли бар по један погодак.
Алберт је јуниорску каријеру започео играјући за КР Рејкјавика, одакле је као шеснаестогодишњак прешао у холандски Херенвен, да би се две године касније придружио екипи ПСВ Ајндховена. У периоду 2015−2018. играо је у другој лиги за екипу Јонг ПСВ која представља резервни састав ПСВ-а, док је за први тим дебитовао у сезони 2017/18, одмах на старту освојивши титулу првака државе.

## Репрезентативна каријера
Гвидмундсон је играо за све млађе репрезентативне селекције, а за сениорску репрезентацију Исланда дебитовао је 10. јануара 2017. у пријатељској утакмици са селекцијом Кине. Годину дана касније у пријатељској утакмици са Индонезијом постиже своје прве поготке у репрезентативном дресу, и то хет-трик у победи од 4:1.
Селектор Хејмир Халгримсон уврстио га је на списак играча за Светско првенство 2018. у Русији. Гвидмундсон је на том првенству где се Исланд такмичио у групи Д одиграо свега 5 минута утакмице последњег кола групне фазе против Хрватске.

### Голови за репрезентацију
| №  | Датум            | Место   | Ривал      | Гол. | Рез. | Такмичење            |
| -- | ---------------- | ------- | ---------- | ---- | ---- | -------------------- |
| 1. | 14. јануар 2018. | Џакарта | Индонезија | 1:1  | 4:1  | Пријатељска утакмица |
| 2. | 14. јануар 2018. | Џакарта | Индонезија | 3:1  | 4:1  | Пријатељска утакмица |
| 3. | 14. јануар 2018. | Џакарта | Индонезија | 4:1  | 4:1  | Пријатељска утакмица |

## Успеси и признања
ПСВ Ајндховен
- Ередивизија (1): 2017/18.